# Skuldelev
Skuldelev is een plaats in de Deense regio Hovedstaden, gemeente Frederikssund, en telt 908 inwoners (2007).
Hier werden vijf Vikingschepen, de zogeheten Skuldelev schepen, gevonden. Ze zijn te zien in het Vikingschipmuseum in Roskilde.
- Library of Congress Control Number: nb2004306327
- Nationale Bibliotheek van Israël: 987007475823105171
- Virtual International Authority File: 129255575